# وست جت
وست جت (به انگلیسی: WestJet) نام یک شرکت هواپیمایی کانادایی است که فعالیت خود را به عنوان یک شرکت هواپیمایی ارزان‌قیمت در سال ۱۹۹۶ میلادی آغاز کرد. این شرکت، بار و مسافران را با استفاده از پروازهای برنامه‌ریزی شده و پروازهای چارتر به ۹۱ مقصد در کانادا، آمریکا، مکزیک، اروپا، آمریکای مرکزی و کارائیب حمل می‌کند. وست جت به‌طور متوسط با ۴۲۵ پرواز و حمل بیش از ۴۵۰۰۰ مسافر در روز، در در حال حاضر دومین شرکت بزرگ هواپیمایی کانادا بعد از شرکت هواپیمایی ایر کانادا است. در سال ۲۰۱۳، این شرکت با حمل بیش از ۱۸٫۵ میلیون مسافر در سال، در رده نهم لیست شرکت‌های بزرگ هواپیمایی امریکای شمالی قرار گرفت.
وست جت یک شرکت عمومی با بیش از ۱۰٬۰۰۰ کارمند است که فاقد اتحادیه صنفی است و درهیچ اتحادیه خطوط هوایی عضویت ندارد.
این شرکت ناوگانی متشکل از خانواده هواپیماهای نسل نکست بوئینگ ۷۳۷ دارد و اعلام کرده‌است که به زودی هواپیمای بوئینگ ۷۶۷-۳۰۰ ای آر را نیز به ناوگان هوایی خود اضافه خواهد کرد. وست جت از هواپیماهای بمباردیه Q400 برای سرویس دهی در مسیرهای کوتاه استفاده می‌کند. دفتر مرکزی این شرکت در مجاورت فرودگاه بین‌المللی کلگری آلبرتا کانادا می‌باشد.